# Rizwana Hasan
Syeda Rizwana Hasan (Habiganj, 15 de janeiro de 1968) é uma advogada e ambientalista de Bangladesh. Ela se concentrou particularmente em regulamentações para a indústria de desmantelamento de navios em Bangladesh e recebeu o Goldman Environmental Prize em 2009. Ela também recebeu o Prêmio Ramon Magsaysay em 2012 por sua "coragem intransigente e liderança apaixonada em uma campanha de ativismo judicial em Bangladesh que afirma o direito das pessoas a um bom ambiente como nada menos do que seu direito à dignidade e à vida".

## Primeiros anos
Syeda Rizwana Hasan nasceu em 15 de janeiro de 1968, em uma família muçulmana bengali de Saídes no distrito de Habiganj, Paquistão Oriental (hoje Bangladesh). Ela frequentou a Viqarunnisa Noon School and College para sua educação secundária e Holy Cross College para sua educação secundária superior, antes de frequentar a Universidade de Daca para seu bacharelado e mestrado em direito.

## Carreira
Hasan se envolveu na indústria de demolição de navios, primeiro processando os estaleiros de demolição em Chittagong em 2003 por, entre outras razões, trazer riscos à saúde dos trabalhadores, más condições de trabalho e descarte inadequado de resíduos. Em resposta, em março de 2003, o tribunal declarou ilegal o desmantelamento de navios sem uma autorização ambiental do departamento apropriado. Hasan continua a lutar por mais direitos trabalhistas e um ambiente de trabalho mais seguro na indústria. Ela também processou com sucesso organizações envolvidas no enchimento de lagos para construção de imóveis, uso indevido de politeno, corte de morros, desmatamento, cultivo de camarão e construção de estabelecimentos ilegais na Ilha de St. Martin.

## Prêmios
Sob a liderança de Hasan, o BELA ganhou o Global 500 Roll of Honour em 2003 pelo Programa das Nações Unidas para o Meio Ambiente. Ela mesma venceu:
- O Goldman Environmental Prize em 2009.[1]
- O Prêmio Ramon Magsaysay em 2012[2]

Ela também foi apelidada de Heroína do Meio Ambiente pela revista americana TIME.

## Vida pessoal
Hasan é filha de Syed Mahibul Hasan e Suraiya Hasan. Ela se casou com seu colega de classe, o advogado-empresário Abu Bakr Siddique, e tem uma filha e dois filhos.